# Détroit de Vai'ava
Le détroit de Vai'ava (en anglais : Vai'ava Strait) est un détroit de l'océan Pacifique situé entre la côte nord de Tutuila et Pola, dans les Samoa américaines. Protégé au sein du Parc national des Samoa américaines, il est reconnu comme un National Natural Landmark depuis 1972.